# Kaoliang
Kaoliang jiu (xinès simplificat: 高粱酒, pinyin: Gāoliáng jiǔ, literalment 'licor de sorgo'; sovint es diu simplement kaoliang o vi de sorgo) és una beguda alcohòlica destil·lada a partir de fermentar sorgo (anomenat gāoliáng en xinès). Popular al nord-est del país, es comercialitza a la Xina continental i Taiwan, i també és popular a Corea on es diu goryangju. El kaoliang és un important producte a les illes Kinmen i Matsu de Taiwan. Té un grau alcohòlic entre 38 i 63%.